# Agramer Zeitung
Die Agramer Zeitung war eine deutschsprachige Tageszeitung mit Redaktionssitz in Zagreb (dt. Agram) in Kroatien (in Österreich-Ungarn). Sie erschien erstmals 1830, damals noch als Agramer politische Zeitung, und gilt als die erste in Kroatien redigierte und gedruckte moderne Zeitung. 1849 änderte sie ihren Namen in Agramer Zeitung; von den Zagrebern erhielt sie den Kosenamen Agramerica ‚Agramerin‘.
Beilage der Agramer Zeitung war von 1830 bis 1858 die zunächst selbständig erscheinende Literaturzeitschrift Luna. Diese enthielt gelegentlich Beiträge in der kroatischen Dialektform Kajkavisch. Die Zielgruppe der Agramer Zeitung war die deutschsprachige Oberschicht der Städte, darunter die zugewanderte jüdische Intelligenz sowie die Offiziere der Militärgrenze.
1912 wurde die Agramer Zeitung nach 82 Jahren eingestellt.